# Lochyside

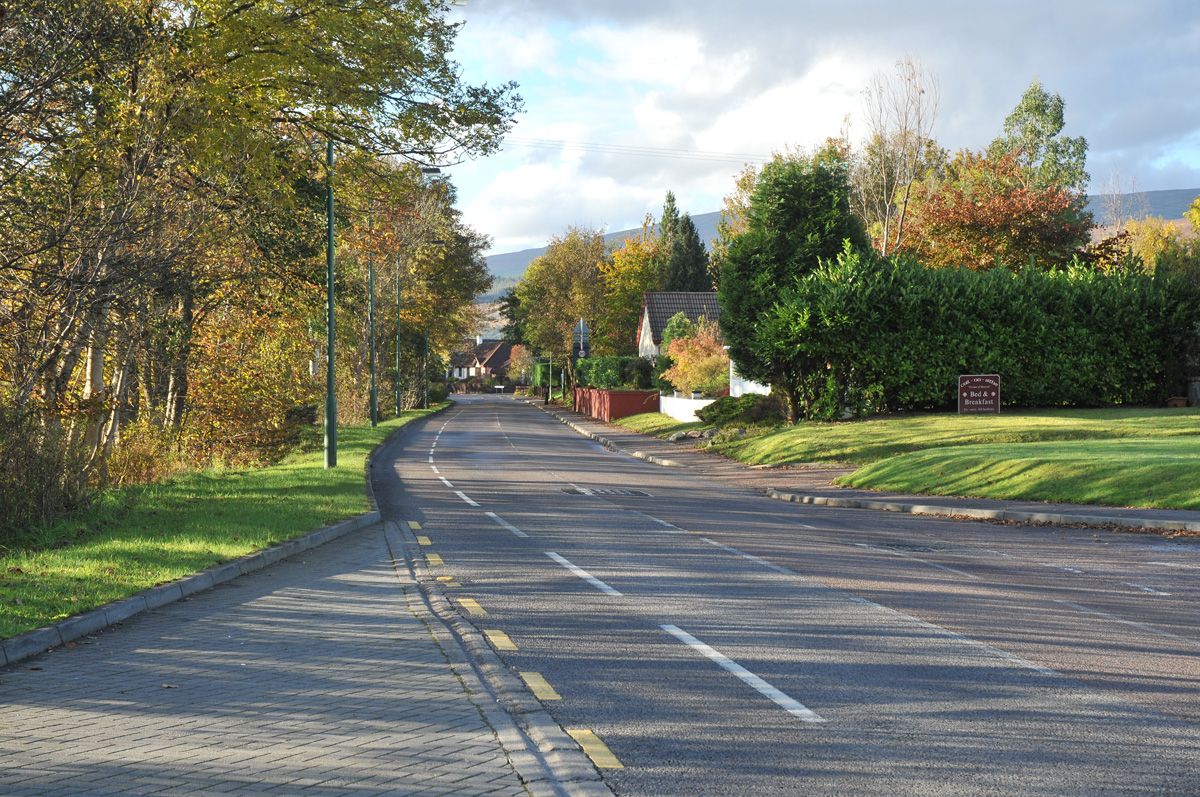
Straße durch Lochyside

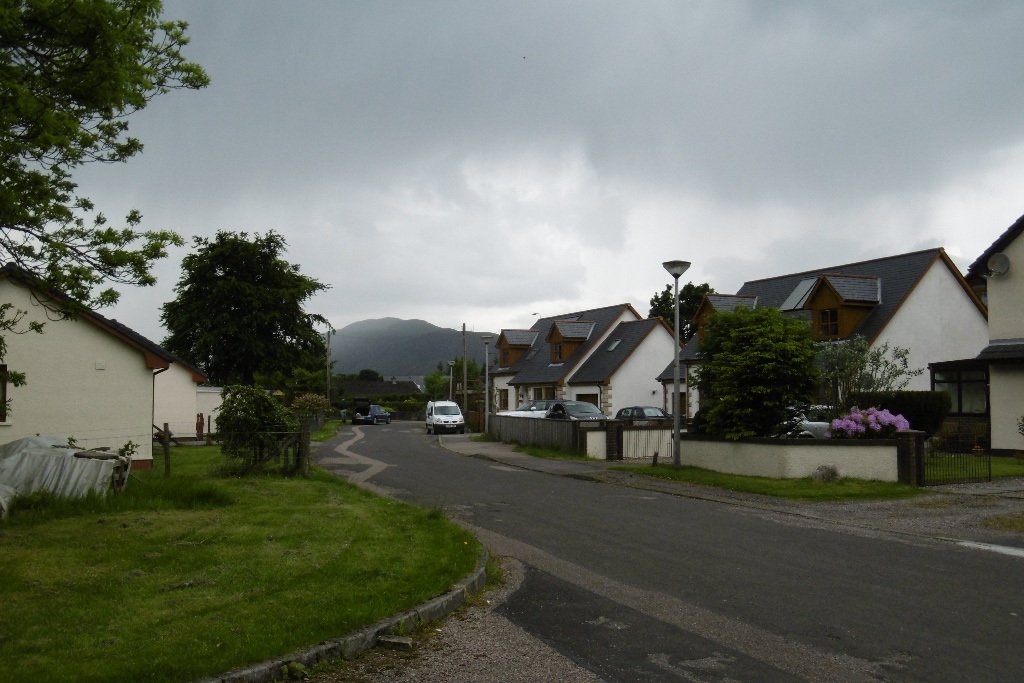
Neuere Häuser in Lochyside

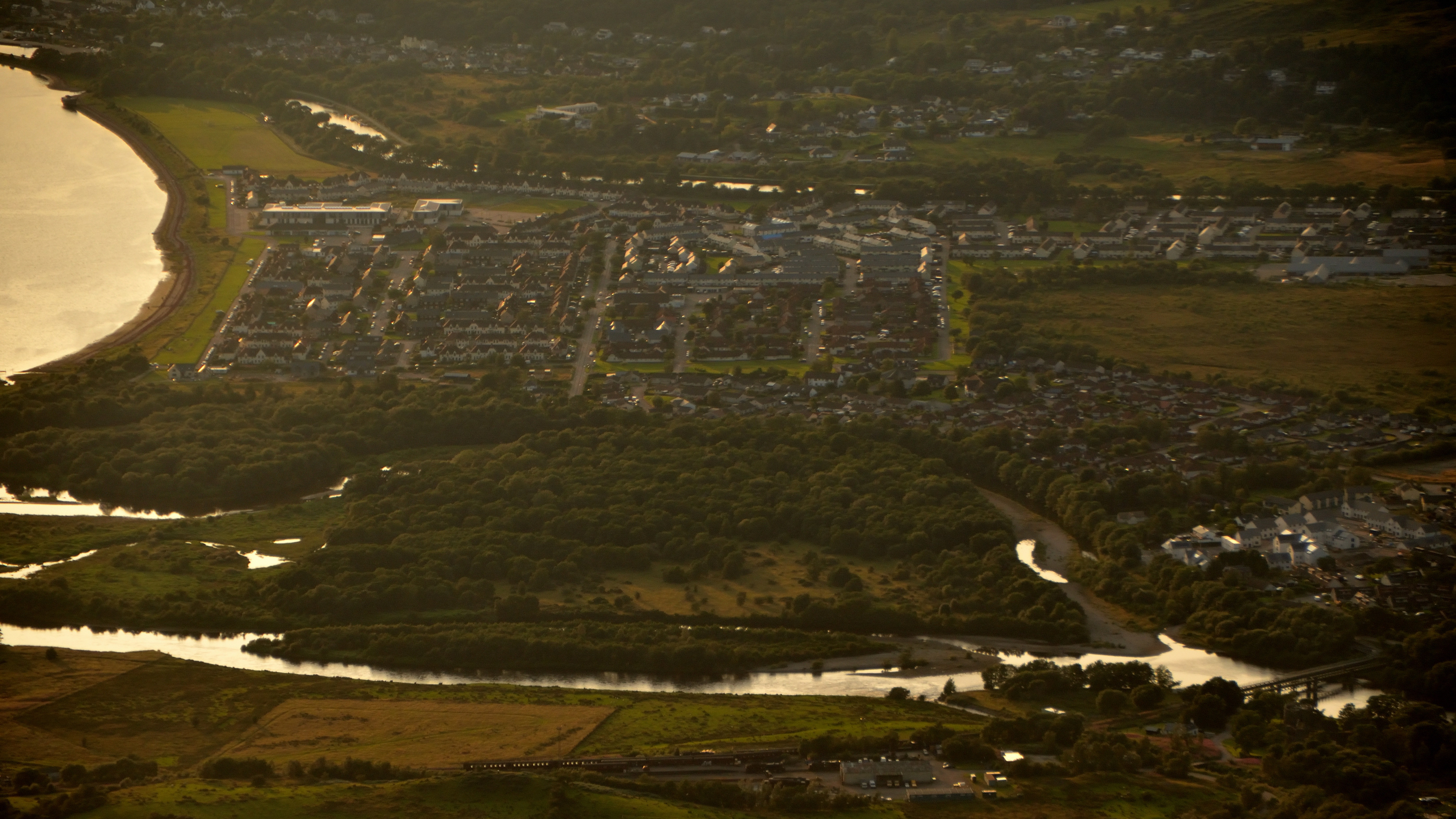
Caol und Lochyside (rechts) im Luftbild

Lochyside ist eine Ortschaft, die südwestlich von Inverness in der Region Highland im Norden von Schottland liegt. Im Rahmen der historischen Gliederung Schottlands in Civil Parishes zählt es zu Kilmallie, das zu Inverness-shire gehörte.

## Geographie
Lochyside liegt nordöstlich von Fort William am nördlichen, rechten Ufer des River Lochy. Nordwestlich angrenzend findet sich das deutlich größere Caol.

## Verkehr
Verkehrstechnisch zu erreichen ist Lochyside über die von Fort William nach Banavie führende B 8006. Sie bildet die zentrale Achse des Ortes. Östlich des Ortes findet sich eine Brücke über den River Lochy, mit der die A 830 hinüberführt.